# غونزالو تانكردي
غونزالو تانكردي (بالإسبانية: Gonzalo Tancredi) (ولد في 3 أغسطس 1963) هو عالم فلك أوروغواني وأستاذ مشارك في قسم علم الفلك في جامعة الجمهورية في مونتفيديو بأوروغواي. .وعضو نشط في الاتحاد الفلكي الدولي وباحث في مرصد لوس مولينوس.
ولة قائمة معروفة ومقبولة من الكواكب القزمة المحتملة، جنبا إلى جنب مع مايكل براون.

## وصلات خارجية
- جونزالو تانكريدي - قسم الفلك في معهد الفيزياء، كلية العلوم، مونتيفيديو، أوروغواي نسخة محفوظة 18 سبتمبر 2018 على موقع واي باك مشين.
- السيرة الذاتية نسخة محفوظة 24 سبتمبر 2015 على موقع واي باك مشين.